# 詹尼·皮泰拉
詹尼·皮泰拉（義大利語：Gianni Pittella，1958年11月19日—），意大利政治人物，欧洲议会议员。自2014年起担任欧洲议会第二大党团社会主义者和民主人士进步联盟主席。1980年曾任青年社会主义党总书记。1999年至2014年任欧洲议会社会主义党团第一副主席。他还曾获得过布宜诺斯艾利斯等城市的荣誉市民称号。2015年希腊公投谋求退出欧元区时，曾表示明确反对。